# Отель «Миллион долларов»
«Отель „Миллион долларов“» (англ. The Million Dollar Hotel, 2000) — драма режиссёра Вима Вендерса.

## Сюжет
Повествование ведётся от лица обитателя отеля «Миллион долларов» Тома Тома (Джереми Дэвис), где проживают страдающие психическими расстройствами, не представляющие опасности для окружающих. В отеле произошла смерть сына известного политика и владельца крупных СМИ. Отец погибшего поручает агенту ФБР Скиннеру (Мел Гибсон) выяснить обстоятельства смерти.
Скиннер известен своими нетрадиционными методами ведения расследования. Несмотря на первую версию о самоубийстве, в подозрении находятся все обитатели отеля, в том числе и Том Том, умственно отсталый друг погибшего Израэля Голдкисса, сокращённо Иззи. Но когда Том Том признаётся в содеянном, чтобы защитить Элоизу (Милла Йовович), в которую он влюблён, Скиннер по непонятным причинам отказывается ему верить.

## В ролях
| Актёр          | Роль                                 |
| -------------- | ------------------------------------ |
| Милла Йовович  | Элоиз                                |
| Мел Гибсон     | Скиннер                              |
| Джереми Дэвис  | Том Том                              |
| Джимми Смитс   | Джеронимо                            |
| Аманда Пламмер | Вивьен                               |
| Питер Стормаре | Дикси                                |
| Глория Стюарт  | Джессика                             |
| Джулиан Сэндс  | Теренс Скопи                         |
| Харрис Юлин    | Стэнли Голдкисс                      |
| Тим Рот        | Иззи Голдкисс (в титрах не указан)   |
| Боно           | человек в отеле (в титрах не указан) |
| Тито Ларрива   | постоялец отеля                      |

## Награды и номинации

### Награды
- 2000 — Берлинский кинофестиваль
  - Приз жюри (Серебряный медведь) — Вим Вендерс

### Номинации
- 2000 — Берлинский кинофестиваль
  - Золотой медведь — Вим Вендерс

## Интересные факты
- Идея фильма пришла в голову солисту группы U2 Боно во время съёмок клипа на песню «Where the Streets Have No Name», которые проходили в 1987 году на крыше магазина спиртных напитков в Лос-Анджелесе.
- Некоторое время над проектом работал Гэри Олдмен, который и должен был сыграть Том Тома. Олдмен ушёл из проекта вследствие разногласий по поводу личности режиссёра фильма.
- Музыку к фильму записал участник группы U2 Боно, в работе над саундтреком также принимал участие Брайан Ино.
- Мел Гибсон в одном из интервью назвал фильм «скучным, как собачий зад»[2]. Однако позднее он публично принёс извинения Вендерсу и Боно, сказав: «Я беру все свои слова обратно. Я действительно это сказал, очень неудачно, потому что это было в Австралии после почти 6000 интервью. Мой самолет задерживался, и тут кто-то задал этот идиотский вопрос. Будучи по натуре человеком раздражительным и порой самодеструктивным, я ляпнул это, совершенно не беря в расчет других людей, которые упорно работали и сделали большое дело». Гибсон также назвал ложными сообщения о том, что пытался помешать выходу фильма[3].
- Премьера состоялась в феврале 2000 года на Берлинском кинофестивале, где фильм получил гран-при жюри — «Серебряного медведя».